# Manuel Torre

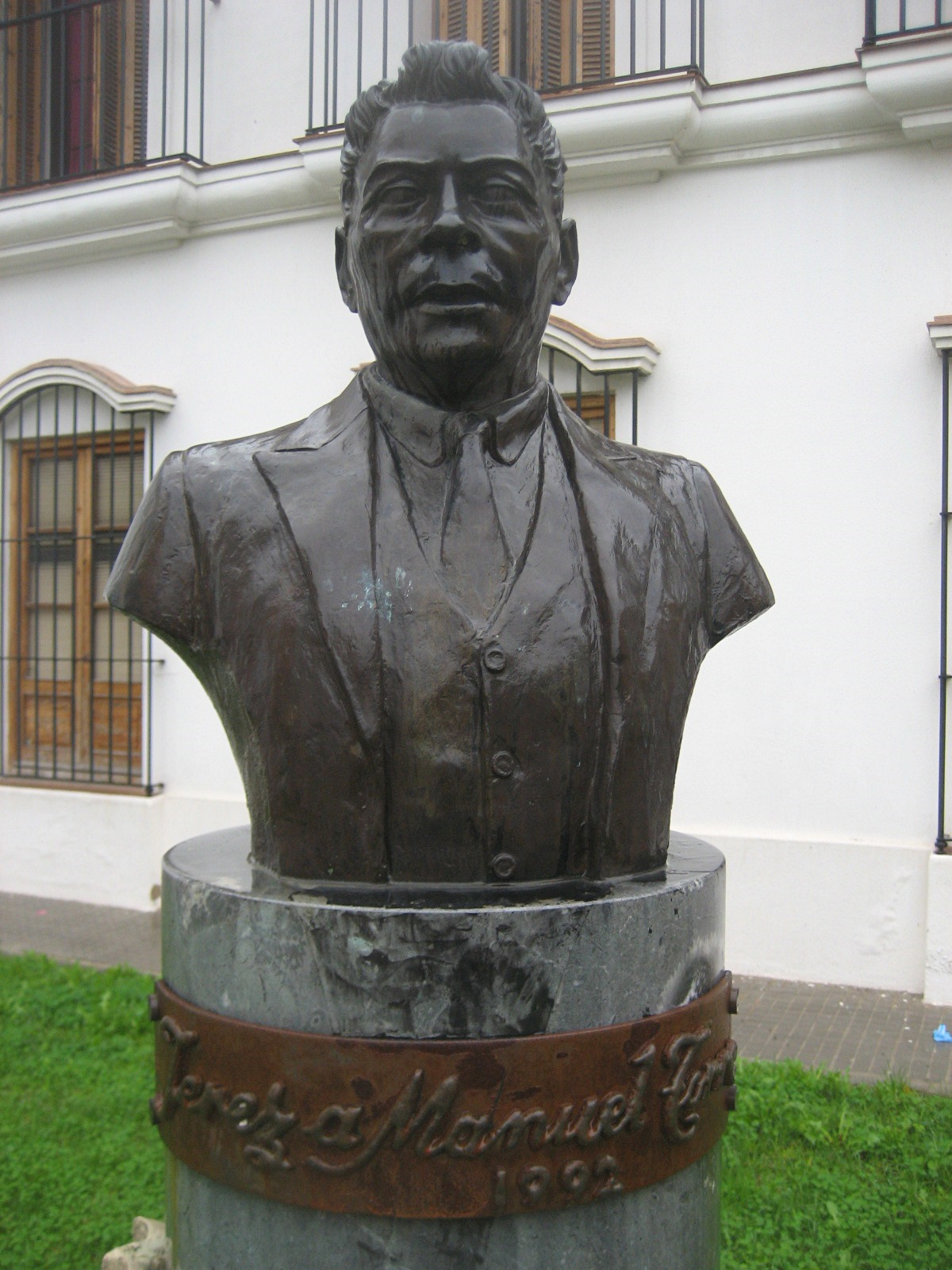
Büste von Manuel Torre

Manuel Soto Loreto, auch bekannt als Manuel Torre oder Manuel Torres (* 5. Dezember 1878 in Jerez de la Frontera, Spanien; † 21. Juli 1933 in Sevilla, Spanien) war ein spanischer Flamenco-Sänger aus dem Volk der Kale.
Manuel Soto Loreto wurde in der Umgebung von Jerez de la Frontera, im Stadtviertel San Miguel, geboren. Er wurde von Sängern wie Manuel Molina, El Marrurro aus Jerez und Enrique el Mellizo aus Cádiz beeinflusst und begann seine Karriere in den Cafés cantantes von Sevilla. (Später trat er auch mit hoher Gage in Madrid auf). In seiner Zeit hatte Manuel Soto Loreta alias „Manuel Torre“ großen Einfluss auf Sängerinnen und Sänger wie La Niña de los Peines, Antonio Mairena und Manuel Agujetas. Als vielseitiger Sänger beherrschte er viele Palos, wie z. B. Seguiriyas, Soleares, Saetas oder Fandangos sowie Campanilleros. Er betrat jedoch nur selten ein Aufnahmestudio und seine Aufnahmen, etwa 1909 beim Unternehmen International Talking Machine, sind von unterschiedlicher Qualität.
Zum Flamencogesang äußerte er: „Der gute Gesang stimmt nicht fröhlich, er schmerzt“.

## Diskografie
- Historic Recordings / Grabaciones históricas 1909-1931, Empresa Pública de Gestión, 1997 (Vollständige Ausgabe)